# Anna Mária Tahy
Anna Mária Tahy, según el orden habitual de los nombres húngaros Tahy Anna Mária, era una actriz húngara radicada en Argentina, donde falleció. Su nombre original era (según el orden habitual de nombres húngaro) Tachler Gizella Anna.

## Biografía

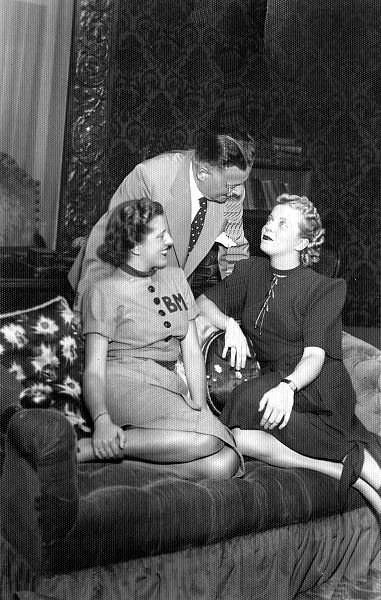
De izquierda a derecha: Mária Anna Tahy, Sándor Góth y Vera Sennyei.

Anna Mária Tahy nació el 13 de diciembre de 1915 en Budapest (Hungría).
Estudió en el seminario Max-Reinhardt y luego aprendió en privado con Aranka Hettyey. En 1938 Artúr Bárdos la descubrió como artística, e inmediatamente la contrató como prima donna del Teatro Belvárosi. Al año siguiente actuó en el Teatro Magyar, y en 1940 en el Teatro Városi. En 1941 firmó un contrato con el Teatro Estatal Húngaro de Kolozsvár. En 1942 continuó sus estudios en la Alemania nazi con la ayuda de una beca de arte y luego regresó a Budapest. Fue miembro del Teatro Andrássy entre los años 1943 y 1944.
El 4 de mayo de 1944 se casó con el arquitecto y artista László Szabó Dobosi o László Szabó de Dobos en Budapest, con quien tuvo tres hijas: Anikó, Éva, Annamária. En el año 1948 la familia emigró a la Argentina, radicándose en Buenos Aires. Allí, ella participó junto con otros actores húngaros que arribaron a Argentina, como Antal Páger, Zita Szeleczky, Olga Eszenyi, Piroska Vaszary, László Szilassy, Júlia Komár y Miklós Hajmássy en las funciones de la Compañía de Teatro Húngara en Argentina, de altísimo nivel y funcionamiento regular.
Falleció el 13 de enero de 1950 en Buenos Aires en un accidente. Posteriormente su marido haría diversas obras en el país; mientras que su hija Anikó Szabó sería una importante pintora.